# کارمن دو آرکو

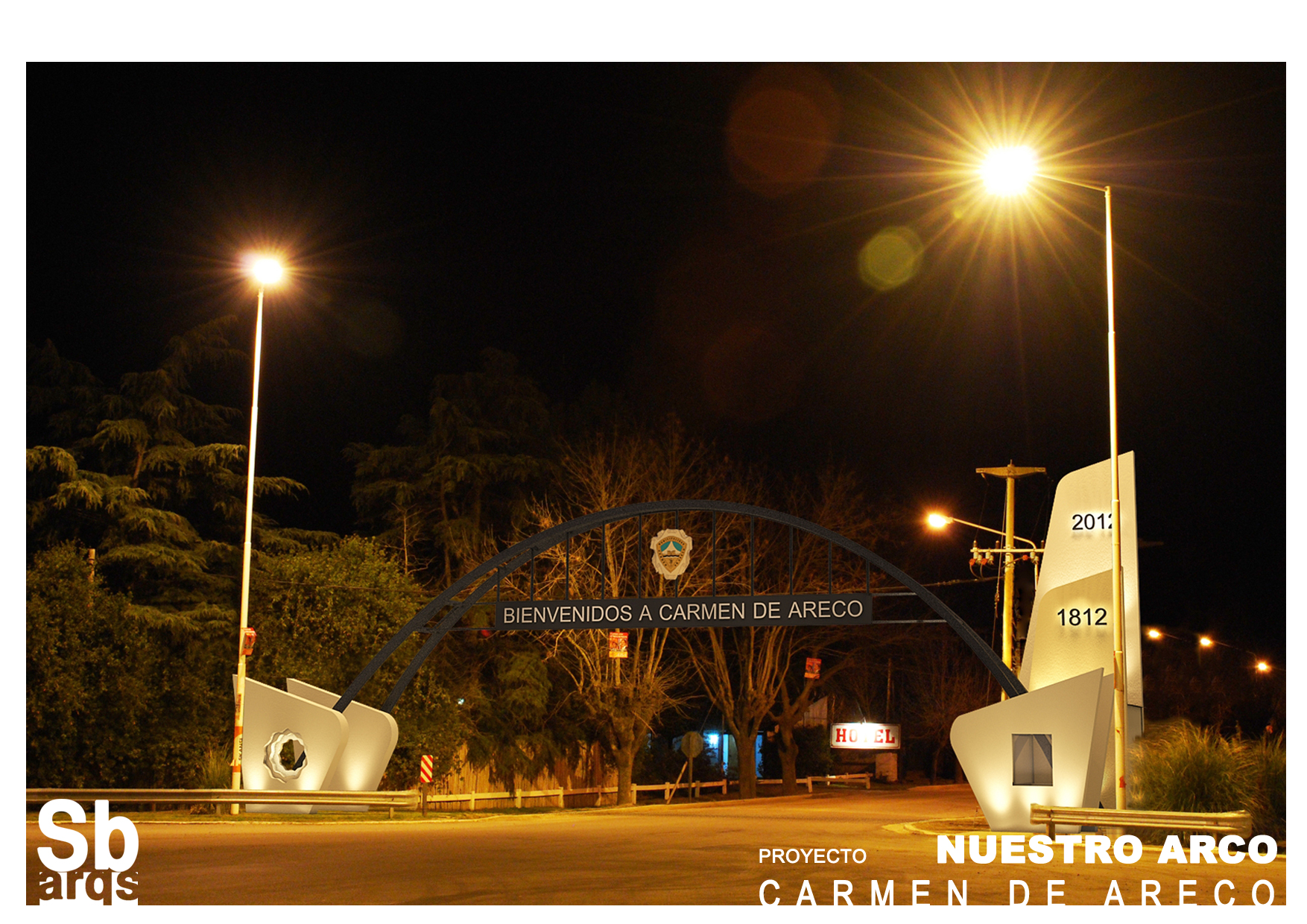
کارمن دو آرکو

کارمن دو آرکو (به اسپانیایی: Carmen de Areco) یک منطقهٔ مسکونی در آرژانتین است که در بخش د کارمن د آرکو واقع شده‌است. کارمن دو آرکو ۱۲٬۰۰۸ نفر جمعیت دارد.